# I cannibali (racconto)
I cannibali (titolo originale portoghese: Os canibais) è un racconto lungo dello scrittore portoghese Álvaro do Carvalhal (1844-1868), apparso nella raccolta Contos, pubblicata postuma nel 1868. Dal racconto nel 1988 è stato tratto il film-opera I cannibali diretto da Manoel de Oliveira.

## Trama
Una  fanciulla, Margarida, si innamora del tenebroso Visconte de Avelede. La giovane donna è amata anche dal giovane Don João (Don Giovanni), ma quest'ultimo viene da lei rifiutato. Durante un ballo, Margarida riesce ad avvicinare il visconte. Dopo averlo convinto a recitare una poesia, lo incontra in giardino, le rivela il suo amore e lo bacia. Dopo che il visconte si è allontanato, compare Don João che rivela a Margarida di averla spiata e che, geloso di lei, ucciderà il visconte se le nozze dovessero realizzarsi.
La prima notte di nozze si compie il dramma. Dopo i festeggiamenti nuziali, ai quali ha partecipato come invitato anche Don João, i due sposi restano soli. Il visconte confessa allora a Margarida di essere in realtà un automa: sono umani solo la testa e il cuore, il resto del corpo è un orribile assemblaggio di protesi. Il visconte propone perciò alla fanciulla di mettere fine ai loro giorni col veleno. Inorridita, Margarida fugge nel giardino. Il visconte cerca allora di uccidersi col veleno; ma gli ingranaggi di cui è composto iniziano a smontarsi, gli arti superiori e quelli inferiori si staccano; non potendo pertanto muoversi per assumere il veleno, il Visconte rotola lentamente verso le fiamme del camino. Assiste alla scena Don João, il quale era entrato nella stanza degli sposi armato di due pistole per uccidere il visconte e porre poi fine ai suoi giorni; ma, alla vista del corpo del visconte in fiamme, fugge inorridito; poi va anch'egli nel giardino alla ricerca di Margarida.
A giorno ormai avanzato, Urbano Solar, il padre di Margarida, va alla ricerca della figlia e del genero insieme agli altri suoi due figli. I tre passano davanti al camino dove è arso il visconte e, per un macabro fraintendimento, ritenendo che i resti bruciati del visconte siano della carne arrostita, la mangiano. Si recano poi nella stanza degli sposi e, vedendo il talamo intatto, cominciano a presagire che sia accaduto qualcosa di grave. Improvvisamente si sente un colpo d'arma da fuoco provenire dall'esterno; Solar e i due figli si recano immediatamente nel giardino e trovano i domestici che sorreggono due corpi: quello privo di vita di Margarida e quello di Don João, che si è sparato al petto e sta per morire. Don João fa in tempo a rivelare ai tre Solar l'accaduto: Margarida, fuggendo, è inciampata, ha colpito con la testa lo spigolo di una panchina ed è morta; anche Aveleda è morto arso fra le fiamme del camino. I tre comprendono di aver mangiato i resti del visconte e pensano di doversi uccidere anch'essi per l'orrore. Sono tuttavia raggiunti da un magistrato il quale li informa che, poiché sono gli unici eredi del visconte, ne ereditano l'immensa fortuna. Sollevati, i tre si avventano sul magistrato, divorandolo.

## Storia
I cannibali è un racconto della raccolta Contos, pubblicata nel 1866 a cura di José Simões Dias dopo la morte dell'autore, ucciso da un aneurisma all'età di soli 24 anni. Il racconto è ispirato alle atmosfere romantiche di Ernst Hoffmann ed Edgar Allan Poe, ma è notevole per l'equilibrio tra gli aspetti fantastici e quelli realisti, con un sarcasmo di fondo che fa apparire spesso caricaturali e grotteschi i personaggi e i loro sentimenti. Il racconto conobbe un improvviso e notevole successo dopo l'omonimo film-opera girato nel 1988 dal famoso regista Manoel de Oliveira su libretto del musicista João Paes. Dopo quell'evento venne pubblicato autonomamente sia in Portogallo che in vari paesi, fra cui l'Italia.

## Edizioni
- Álvaro do Carvalhal, Contos; precedidos d'um estudo biographico por J. Simões Dias, Coimbra: Imprensa da Universidade, 1868
- Álvaro do Carvalhal, I cannibali, a cura di Vincenzo Barca, Catanzaro: Abramo, 1993, ISBN 88-8324-054-5 (scheda libraria)
- Álvaro do Carvalhal, I cannibali: amore, morte e peccati di gola; traduzione di Massimo Bellardini; introduzione di Gianluca Miraglia, Roma : Biblioteca del Vascello, 1993, ISBN 88-7227-816-3
- Álvaro de Carvalhal, Racconti. Mistero, assenzio, passioni, traduzione di Riccardo Greco, prefazione di Gianluca Miraglia, Colle Val D'Elsa, Vittoria Iguazù Editora, 2012, ISBN 9788897446088